# Pontypool
Pontypool (en galés: Pont-y-pŵl [ˌpɔntəˈpuːl]) es una ciudad de la autoridad unitaria de Torfaen, dentro de las fronteras históricas de Monmouthshire al sur de Gales.

## Localización
Pontypool está situada sobre el río Afon Lwyd. Al extremo oriental de los yacimientos de carbón de Gales del sur, Pontypool creció alrededor de industrias, incluyendo la producción de hierro y acero, la minería del carbón y el crecimiento de los ferrocarriles. A la industria manufacturera más artística que floreció también aquí al lado la industria pesada fue barnizado con laca japonesa, un tipo de laca.
Pontypool consta de pequeños distritos, entre ellos están Abersychan, Cwmffrwdoer, Pontnewynydd, Trevethin, Penygarn, Wainfelin, Tranch, Brynwern, Pontymoile, Blaendare, Cwmynyscoy, New Inn, Griffithstown and Sebastopol.

## Demografía
| Gráfica de evolución de Pontypool entre 2001 y 2021 |
|                                                     |

## Ciudades hermanadas
- Condeixa-a-Nova – Portugal
- Bretten – Alemania
- Longjumeau – Francia